# Sokyra Peruna
Sokyra Peruna (ukr. Сокира Перуна) – ukraiński neonazistowski zespół muzyczny, założony w 1998, pierwotnie pod nazwą Bulldog (Бульдог). Grupa wykonuje muzykę z gatunku RAC. Teksty grupy zawierają treści neopogańskie, rasistowskie, neonazistowskie oraz chwalą ukraiński nacjonalizm.

## Obecny skład
- Arsenij Klimaczow (Biłodub) – wokal
- Jurij Chwojenko (Boroda)
- Andrij Kostiuk – gitara
- Ołeksij Kiktiew – gitara basowa
- Erłand Siwołapow – perkusja

## Dyskografia
- Ukrajinśkyj patriot (demo, 1998)
- Oczi, spowneni hniwu (LP, 1998)
- Jewropejśka jednistʹ (LP, 1999)
- The Best of 1997-2001 (kompilacja, 2001)
- White Terror in Kharkiv (split, 2001)
- 10 Years In Valhalla - Ian Stuart Donaldson Memorial (split, 2003)
- Perunowa ratʹ (Za wse, szczo je u nas) (LP, 2003)
- Hellenic - Ukrainian Friendship (split, 2004)
- …i mertwym, i żywym, i nenarodżenym… (LP, 2006)
- Invictus (LP, 2010)
- Słowo (LP, 2010)